# Caio Bonfim

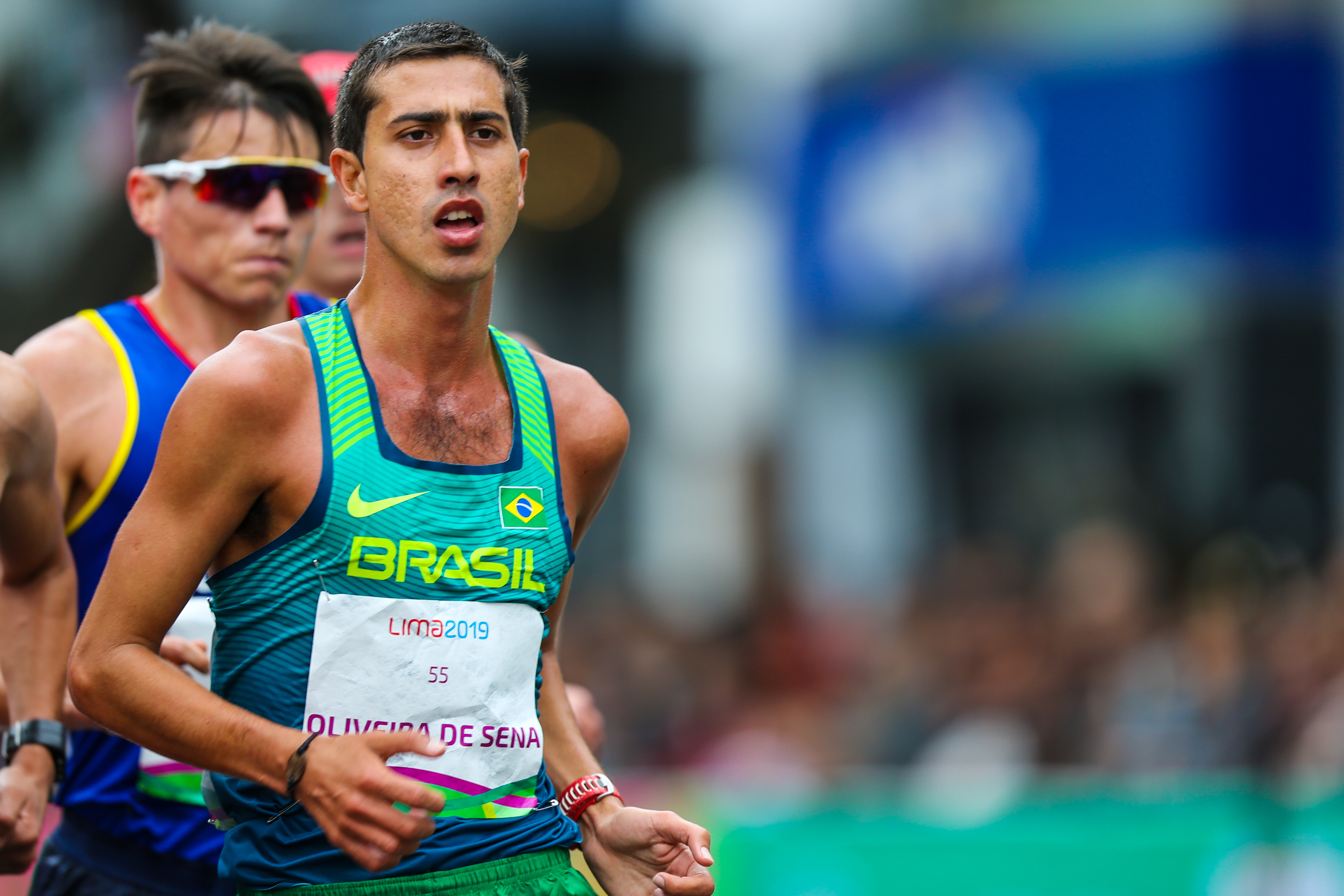
Caio Bonfim (Brasil), medalha de prata na marcha atlética nos Jogos Pan-Americanos Lima 2019. Local: Miraflores, em Lima, Peru. Data: 04.08.2019. Crédito: Abelardo Mendes Jr/ rededoesporte.gov.br

Caio Oliveira de Sena Bonfim (Sobradinho, 19 de março de 1991) é um atleta brasileiro que compete nas marchas atléticas de 20 km e 35 km. Foi o primeiro brasileiro da história a ser medalhista olímpico nessa modalidade do atletismo, após ter alcançado a medalha de prata nos Jogos Olímpicos de Paris 2024, na marcha de 20 km.
Foi medalhista de bronze nos Campeonatos Mundiais de Atletismo de Londres 2017 e Budapeste 2023, ficou em 4° lugar nos Jogos Olímpicos da Rio 2016 e obteve a medalha de prata nos Jogos Pan-americanos de 2019 e 2023. É o recordista brasileiro das duas distâncias.

## Carreira

### Infância
Caio cresceu com seu pai, João Sena, sendo treinador de sua mãe, Gianette Bonfim, 7 vezes campeã brasileira de marcha atlética e duas vezes medalhista sul-americana. Em sua infância, seu pai colocava 12 crianças dentro do carro para levar para o treino. Segundo Caio, seu pai fez muito mais cidadãos do que campeões.
Apesar de problemas físicos na infância, incluindo uma meningite, operação para consertar pernas arqueadas, e ossos frágeis sofrendo com deficiência de cálcio por conta de intolerância à lactose, se tornou entusiasta de esportes. O primeiro contato de Caio Bonfim no esporte foi com o futebol, que jogou dos 6 aos 16 anos, chegando a ser lateral na base do Brasiliense.  Segundo Bonfim, um motivo para ter desistido foi que "era titular, mas sempre o primeiro a ser substituído."

### Adolescência
A decisão de se dedicar à marcha atlética foi tomada ainda na adolescência. Consciente das dificuldades que poderiam surgir, Caio optou por trilhar esse caminho, mesmo ciente dos obstáculos que encontraria. Ao mudar do futebol para a marcha atlética, a constante hostilidade e xingamentos moldaram sua mentalidade e ajudaram a enfrentar ambientes hostis em competições com mais resiliência. Desenvolver estratégias mentais para superar adversidades foi essencial para sua preparação. Caio aprendeu a lidar com o apoio moral da família e a manter o foco na própria realidade, sem deixar que as expectativas externas afetassem seu desempenho. Ele superou muitos desafios mentais, mantendo sua constância e dedicação à modalidade.

### Guadalajara 2011
Com apenas 20 anos, representou o Brasil nos Jogos Pan-Americanos de 2011, disputados em Guadalajara, no México. Sua estreia nos Jogos Pan-Americanos foi interrompida de forma polêmica, após percorrer 19.950 metros de prova, foi eliminado nos últimos 50 metros da marcha de 20 km. Ocupava a 8ª posição até a decisão da arbitragem de eliminá-lo com um terceiro cartão vermelho.

### Londres 2012
Classificado para a disputar a prova em sua primeira Olimpíada, Londres 2012, após conquistar o índice e a medalha de ouro no Campeonato Sul-Americano de Marcha Atlética, Caio não teve uma boa participação nos Jogos, terminando apenas em 39° lugar entre os 48 atletas que completaram a prova, com o tempo de 1h24min45s .

### Toronto 2015
Único brasileiro a representar o país na modalidade nos Jogos Pan-Americanos de 2015, Caio conquistou a medalha de bronze nos 20 km, a primeira medalha brasileira na marcha atlética masculina do Pan desde o bronze de Marcelo Palma em Havana 1991.

### Rio 2016
Nos Jogos Olímpicos da Rio 2016, conseguiu o melhor resultado da história do país na marcha atlética, terminando a prova de 20 quilômetros, sua maior especialidade, na quarta posição com o tempo de 1h19m42, então novo recorde brasileiro, ficando a apenas cinco segundos do medalhista de bronze, o australiano Dane Bird-Smith. Na prova de marcha de 50 km, terminou em 9º lugar, quebrando novamente o recorde brasileiro, com o tempo de 3h47m02.

### Londres 2017
No Campeonato Mundial de Atletismo disputado em Londres, Bonfim conseguiu a medalha de bronze, a primeira do atletismo brasileiro nesta modalidade, novamente baixando seu recorde brasileiro, com a marca de 1h19min04s.

### Lima 2019
Nos Jogos Pan-Americanos de 2019, em Lima, ele obtém a medalha de prata nos 20 km marcha, ficando apenas 7 segundos atrás do equatoriano Brian Daniel Alvez.

### Tóquio 2021
De volta às Olimpíadas em Tóquio 2020, terminou na décima terceira posição na marcha de 20km.

### Budapeste 2023
No Campeonato Mundial de Atletismo de 2023 em Budapeste, Hungria, ficou novamente com a medalha de bronze, sua segunda em Mundiais, e estabeleceu nova melhor marca pessoal e recorde brasileiro, 1h17min47s.

### Santiago 2023
Ficou com a medalha de prata nos 20 km dos Jogos Pan-Americanos de 2023, sua terceira medalha pan-americana. Ao fim de 2023, Caio conquistou o título de campeão do World Athletics Race Walking Tour, o circuito mundial da marcha atlética, temporada 2022/2023, pelo qual recebeu o prêmio de 25 mil dólares.

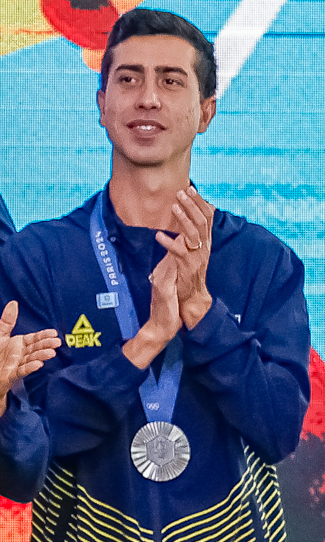
Caio Bonfim com sua medalha olímpica.

### Paris 2024
Nos Jogos Olímpicos de Verão de 2024, em Paris, obteve a medalha de prata na marcha de 20 km, um feito inédito na história do atletismo brasileiro, sendo esta a maior conquista de sua carreira. Mesmo competindo contra outros grandes atletas, como o equatoriano Brian Daniel Pintado, que conquistou o ouro,  Bonfim conseguiu um ritmo forte na largada e nos 10 km finais para se manter na frente do pelotão e conquistar a medalha de prata. No pódio, Pintado (1h18m55s), seguido pelo brasileiro Caio Bonfim (1h19m09s) e o espanhol Álvaro Martín (1h19m11s).

## Melhores marcas pessoais
As marcas abaixo são os também os recordes brasileiros para a distância:
| Evento       | Marca   | Local          | País           | Data                    | Ref    |
| ------------ | ------- | -------------- | -------------- | ----------------------- | ------ |
| Marcha 20 km | 1:17:37 | Kobe           | Japão          | 16 de fevereiro de 2025 | [ 18 ] |
| Marcha 35 km | 2:25:14 | Eugene         | Estados Unidos | 24 de julho de 2022     | [ 19 ] |
| Marcha 50 km | 3:47.02 | Rio de Janeiro | Brasil         | 19 de agosto de 2016    | [ 20 ] |